# AtelierRoku07
株式會社AtelierRoku07（日語：アトリエローク07）是一家位於日本東京都杉並區，專門從事動畫美術背景製作的日本動畫公司。成立於1969年，舊名「AtelierRoku」。

## 概要、沿革
- 1969年，由現代製作集團出身的動畫美術指導川本征平（日语：川本征平）（更早之前曾待過七一畫房做過美術背景一職）成立「有限公司AtelierRoku（有限会社アトリエローク）」。另一方面，由千葉秀雄主管的七一畫房則解散，解散後由七一畫房出身的主力動畫師川井憲、工藤剛一、沼井信朗等人加入AtelierRoku長時間投注在美術製作及指導。
- 2006年，由內部另外成立「Aterier KARO（アトリエKARO）」[1]。
- 2007年11月11日，登記成為股份有限公司，同時改名今「AtelierRoku07[2]」。同時，AtelierRoku的創辦人川本征平從代表執行董事社長的職位退休，由森元茂接任。
- 因為「AtelierRoku」是在1969年時創立的，所以創社初期的工作人員表是以「Atelier69」表示。
- 承包的公司方面。1979年開始，AtelierRoku承包了SHIN-EI動畫委託的《哆啦A夢》的電視動畫和長篇劇場版系列的背景美術製作。並成為SHIN-EI動畫、日本動畫公司及亞細亞堂等多家公司的長期外包夥伴，是動畫美術界的老舗工作室。
- 在動畫的工作人員表記載中，部分工作人員則是使用英文筆名表示。

## 主要參與作品
※粗體字表示說明合作至今的作品。

### 電視動畫
SHIN-EI動畫
- 網球甜心（1973年）※A製作公司時期。
- 哆啦A夢 (朝日電視台版)（1979年－2005年、2005年－）
- 怪物小王子 惡魔之劍 (1980年版)（1980年－1982年）
- 電子神童（協力製作：土田製作公司，1982年）
- 阿福（日语：フクちゃん）（1982年－1984年）
- 小超人帕門 (1983年版)（1983年－1985年）
- Q太郎 (1985年版)（1985年－1987年）
- 超能力魔美（1987年－1989年）
- 比利犬（日语：ビリ犬）（1988年－1989年）
- 大耳鼠（1989年－1991年）
- 21衛門(1991年－1992年）
- 蠟筆小新（1992年－）
- 怪盜Joker（協力，2014年）

日本動畫公司
- 未來少年柯南（1978年）
- 〈世界名作劇場〉系列
  - 愛少女波麗安娜物語，又譯小安娜（1986年）
  - 愛的小婦人物語，又譯小婦人（1987年）
  - 彼得潘的冒險（1989年）
  - 七海的堤可，又譯七海小英雄（1994年）
  - 無家可歸的孩子蕾米（1996年－1997年）
  - 你好 安妮 ～Before Green Gables，又譯清秀佳人前傳（2009年）
- 櫻桃小丸子（第1期：1990年－1992年／第2期：1995年－）
- 家有賤狗（1993年－1994年）
- 咕嚕咕嚕魔法陣系列
  - 咕嚕咕嚕魔法陣（1994年）
  - 咕嚕咕嚕魔法陣 心跳♡傳說（2000年）
- 酷媽寶貝蛋（1995年－1996年）
- 中華一番！（1997年－1998年）
- 彗星公主A（協力製作：Synergy SP，2001年－2002年）
- 完美小姐進化論（2006年－2007年）

TNK
- 流星戰隊Musumet（2004年）
- 神無月的巫女（2004年）
- School Days（2007年）
- 染红的街道（2008年）

東映動畫
- 無敵鐵金剛（1972年－1974年）
- 大空魔龍（1976年－1977年）
- 銀河鐵道999（1978年－1981年）

TRANS ARTS
- 網球王子（2001年－2005年）
- 韋駄天翔（協力製作：Production I.G，2005年－2006年）
- 天才？Dr.HAMAX（日语：天才? Dr.ハマックス）（2007年）

日本電視台動畫
- 酒釀櫻桃巧克力CoCo（日语：モンシェリCoCo）（1972年）
- 哆啦A夢 (日本電視台版)（1973年）

日昇動畫
- 超能奇兵（2001年）
- 銀魂'（協力，2011年）

MADHOUSE
- 銀河天使A（2002年）
- 星際寶貝：神奇大冒險（2008年）

HAL FILM MAKER
- ARIA The ORIGINATION（2008年）
- 魔法使的條件 ～夏日天空～（2008年）

BONES
- 鋼之鍊金術師 FULLMETAL ALCHEMIST（協力，2010年）
- Soul Eater Not！（2014年）

SATELIGHT
- 異國迷宮的十字路口 The Animation（2011年）
- 戰姬絕唱SYMPHOGEAR系列
  - 戰姬絕唱SYMPHOGEAR（2012年）
  - 戰姬絕唱SYMPHOGEAR G（2013年）

M.S.C
- 新網球王子（共同製作：Production I.G，2012年）
- Code:Realize ～創世的公主～（2017年）

動畫工房
- GJ部系列
  - GJ部（2013年）
  - GJ部＠（2014年）
- 未確認進行式（2014年）
- 可塑性記憶（2015年）
- 三者三葉（2016年）

Bridge
- FAIRY TAIL (第2期)（共同製作：A-1 Pictures，2014年－2016年）
- 王室教師海涅（2017年，協力）

BN Pictures
- 舞力四射（2014年－2015年）[3]
- 勇敢節拍（日语：ブレイブビーツ）（協力，2015年－2016年）
- HEYBOT！（日语：ヘボット!）（協力，2016年－2017年）
- 夢幻慶典（2016年）

其它
- 福星小子（總承包商：Studio Pierrot→STUDIO DEEN，1981年－1986年）
- 老鷹山姆（總承包商：古留美工作室，1983年－1984年）
- 忍者亂太郎（總承包商：亞細亞堂，1993年－）
- （總承包商：Four-some，2007年－2008年）
- 遊魂 -Kiss on my Deity-（總承包商：SILVER LINK.，2009年）
- 激戰！彈珠人系列（總承包商：Synergy SP）
  - 激戰！彈珠人（2011年－2012年）
  - 激戰！彈珠人eS（2012年－2013年）
- 侵略!? 花枝娘（協力，總承包商：Diomedéa，2011年）
- 希望宅邸 3D系列（總承包商：Triple A，2013年）
  - 希望宅邸 3D
  - 希望宅邸 3D PLUS
- 變態王子與不笑貓（總承包商：J.C.STAFF，2013年）
- 魔奇少年 辛巴達的冒險（總承包商：A-1 Pictures，2016年，協力）
- orange橘色奇蹟（總承包商：Telecom Animation Film（日语：テレコム・アニメーションフィルム），2016年，協力）
- 長騎美眉（總承包商：Actas，2017年，協力）

### OVA
TYO Animations
- 渣和無用改革（2010年）
- 幸福光暈（2010年，協力）

其它
- HUNTER×HUNTER (OVA第1期)（總承包商：日本動畫公司，2002年）
- 染紅的街道 核心（總承包商：TNK，2010年）
- BLACK★ROCK SHOOTER（總承包商：Ordet，2010年，協力）
- 新網球王子（總承包商：Production I.G、M.S.C（日语：エム・エス・シー (アニメ制作会社)），2012年－2013年）
- 絕滅危愚少女Amazing Twins（日语：絶滅危愚少女 Amazing Twins）（總承包商：ENCOURAGE FILMS，2014年）

### 電影動畫
SHIN-EI動畫
- 劇場版 哆啦A夢系列（1980年－2004年／2006年－）
- 劇場版 蠟筆小新系列（1993年－）

亞細亞堂
- 忍者亂太郎系列
  - 劇場版 忍者亂太郎（日语：映画 忍たま乱太郎）（1996年）
  - 劇場版動畫 忍者亂太郎 忍術學園 全員出動！之段（2011年）
- 劇場版 怪傑佐羅利系列（共同製作：日昇動畫）
  - 劇場版 怪傑佐羅利：大·大·大·大冒險！（2012年，協力）
  - 劇場版 怪傑佐羅利：守護恐龍蛋！（2013年）

其它
- 櫻桃小丸子系列（總承包商：日本動畫公司）
  - 櫻桃小丸子：友情歲月（日语：ちびまる子ちゃん (映画)）（1990年）
  - 櫻桃小丸子：我喜歡的歌（1992年）
- 神奇寶貝系列（總承包商：OLM，1998年－）[4]
- 新子與千年魔法（總承包商：MADHOUSE，2009年，協力）
- 五彩繽紛（總承包商：日昇動畫、Aascension（日语：アセンション (企業)），2010年，協力）
- 神秘之法（日语：神秘の法）（總承包商：「神秘之法」工作室，2012年）
- ONE PIECE FILM Z（總承包商：東映動畫，2012年，協力）
- 言葉之庭（總承包商：CoMix Wave Films，2013年，協力）
- 劇場版 偶像大師：前往光輝的另一端！（總承包商：A-1 Pictures，2014年，協力）
- 天才妙老爹 ～甦醒的龍龍與忠狗～（日语：天才バカヴォン〜蘇るフランダースの犬〜）（總承包商：DLE（日语：ディー・エル・イー），2015年）
- 麵包超人：布魯布魯的尋寶大冒險！（日语：それいけ!アンパンマン ブルブルの宝探し大冒険!）（總承包商：TMS Entertainment，2017年）

### 網路動畫
- +tic模型姊姊（總承包商：TYO Animations、Barnum Studio（日语：里見哲朗），2011年－2012年）
- 蠟筆小新外傳 外星人vs.新之助（日语：クレヨンしんちゃん外伝 エイリアン vs. しんのすけ）（總承包商：SHIN-EI動畫，2016年）
- 蠟筆小新外傳 玩具大戰（日语：クレヨンしんちゃん外伝 おもちゃウォーズ）（總承包商：SHIN-EI動畫，2016年）

## 腳註

## 相關項目
- 川本征平（日语：川本征平）
- 清水敏幸（日语：清水としゆき）
- 美術指導
- 日本動畫工作室列表

## 外部連結
- 株式會社AtelierRoku07公式官網 （页面存档备份，存于） （日語）